# Shizuka Arakawa
Shizuka Arakawa, japanska 荒川静香, född 29 december 1981 i Tokyo, Japan, är en japansk konståkare.
Arakawa tog guld i OS i Turin 2006 i damernas fria program.